# Carles Grassi i Tecchi
Carles Grassi i Tecchi (Barcelona, 1818 - Madrid, 13 de gener de 1886) fou un compositor català.
Fill d'un notable professor d'oboè, italià, establert a la ciutat comtal, i germà de l'escriptora Àngela Grassi, des de molt jove estudià amb el seu pare els principis de la música i l'oboè i l'arpa, que amplià més tard dedicant-se a la composició. Als divuit anys fou nomenat per oposició, primer oboè de l'orquestra del Teatre de la Santa Creu, de Barcelona, on es presentà el 1843 la seva primera òpera Il proscrito di Altemburgo, amb un èxit molt afalagador.
Nomenat músic major de la banda del regiment d'artilleria de peu, de guarnició a Barcelona, va compondre algunes obres originals i feu diversos arranjaments per l'expressada banda. El 1865 aconseguí per oposició la plaça d'oboè en la Capella Reial de Madrid; entrà a formar part de l'orquestra del Teatro Real, i fou professor d'oboè en el Conservatori de música i declamació i director de la banda de música del 5e. regiment d'artilleria.